# 大島新田調整池

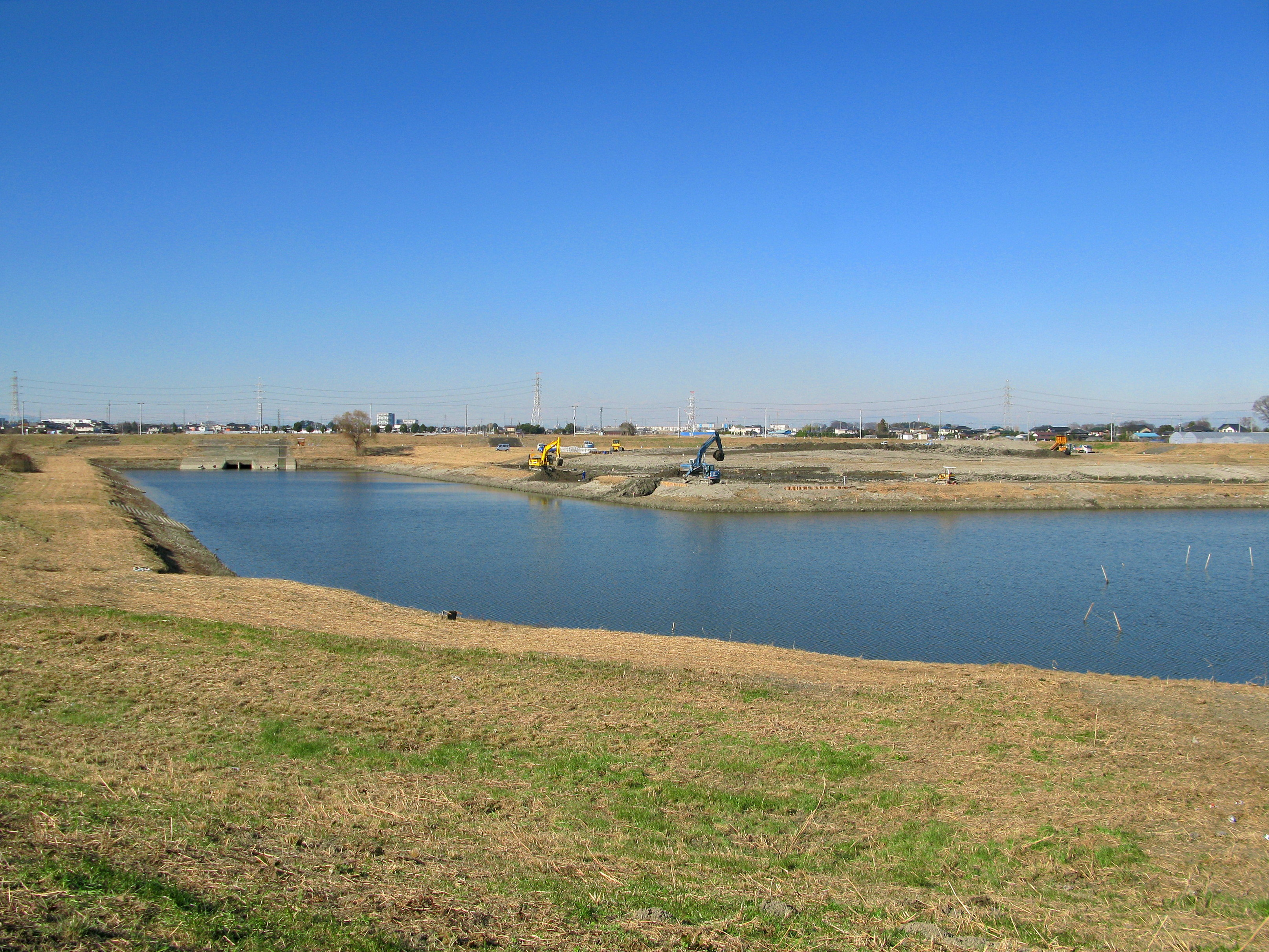
大島新田調整池（2011年12月）

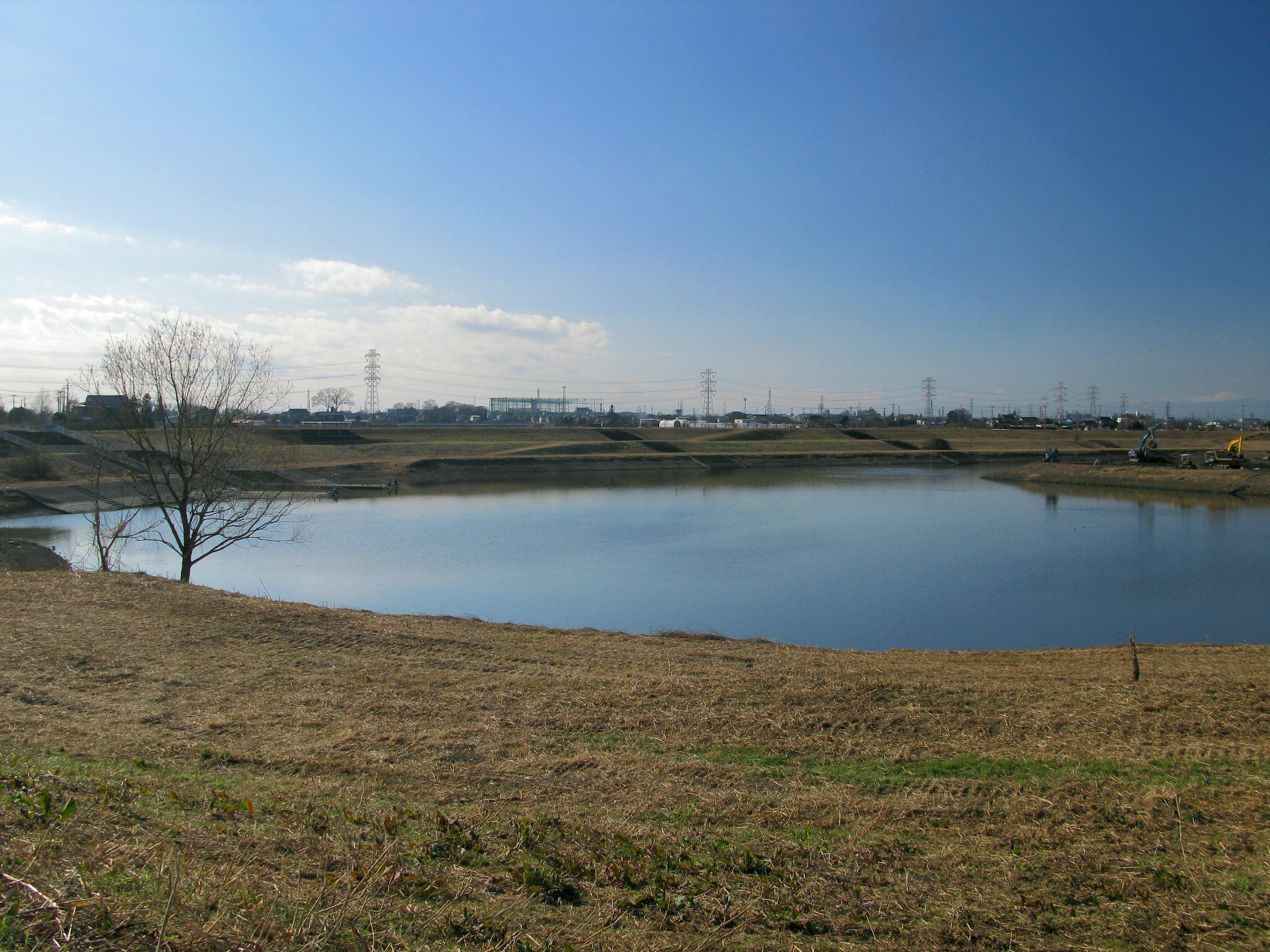
西方向を望む

大島新田調整池（おおしましんでんちょうせいち）は埼玉県幸手市大字戸島と北葛飾郡杉戸町大字本島にまたがり所在する調整池であり、遊水池の機能を果たす。

## 概要

### 前史
大島新田は江戸時代後期に開拓された農地である。もともと安戸沼ないし倉松沼と呼ばれていた沼沢地を江戸の商人である大島清兵衛が請負い、周囲を堤防で囲み、その外に排水用の堀（附廻堀）を整備するなどして干拓し、主に掘り上げ田方式で整備された。また、排水設備として、1897年には煉瓦製の水門である大島新田関枠が水路に設置されたが、この水門は土木学会の日本の近代土木遺産に選定されている。

### 調整池の開発
この地区を流れる倉松川が都市化にともない氾濫したので、これを防ぐために、埼玉県が1980年に事業を開始し、1995年に完成させた。新田として干拓された土地の一部を池に戻したことになる。池と、周囲の農地整備を同時に行った。その後、スポーツ施設も整備された。埼玉県の「水辺再生100プラン」の2010年度事業個所に選ばれた。また、冬鳥の集団渡来地となっており、北葛飾郡杉戸町では調整池周辺を含めた自然環境の整備を計画している。

## 地理
- 調整池の西側に境杉戸線があり、周囲は水田、その外側を河川で囲まれている。
- 調整池は中央で東側と西側とに土手で仕切られ、土手の上は道路となっている。また、東西の調整池は土手下の暗渠で繋がっている。
- 調整池の中央部北側に大島新田多目的グラウンドが整備されている。
- 調整池には西側より大島新田川が流入し、南東側より倉松川へ向かい流出する。
- 橋梁 - 稲荷橋（上流側）、天神道橋（下流側）

## 所在地
- 〒 340-0144 - 埼玉県幸手市大字戸島
- 〒 345-0037 - 埼玉県北葛飾郡杉戸町大字本島
  - 上記の地名にまたがり所在している。